# Ordine dell'Elmo di Ferro
L'Ordine dell'Elmo di Ferro fu un Ordine del Principato Elettorale dell'Assia  e poi dell'omonimo Granducato.
Esso venne creato il 18 marzo 1814 dal Principe Elettore Guglielmo I d'Assia, il quale lo distribuì come ricompensa per i valorosi soldati assiani battutisi contro l'invasione napoleonica. Esso venne fondato in 3 classi di benemerenza:
- Cavaliere di Gran Croce
- Cavaliere di I Classe
- Cavaliere di II Classe

La decorazione della medaglia consisteva essenzialmente in una croce di Brabante (o croce pomata) smaltata di nero riportante in centro un elmo di ferro aperto e posto di fronte. Ai lati dell'elmo, sui bracci della croce, si trovavano rispettivamente le lettere "W" e "K" (per "Wilhelm Kurfuerst", Guglielmo Principe Elettore). Nel braccio sottostante l'elmo si trovava la data d'istituzione dell'ordine "1814".
I Cavalieri di II Classe portavano un bottone a medaglia sull'occhiello della giacca, i Cavalieri di I Classe portavano la medaglia sulla parte sinistra del petto, mentre le gran croci portavano l'onorificenza appesa al collo tramite un nastro.
La medaglia subì un ulteriore cambiamento nel 1815 quando la croce divenne una croce patente, continuando comunque a mantenere tutte le prerogative della versione precedente.
Per le proprie forme, per il significato e per il periodo di conferimento, essa può essere considerata il diretto predecessore della ben più famosa Croce di Ferro tedesca che diventerà una delle principali onorificenze militari prussia, imperiali e verrà largamente recuperata nel periodo nazista dal Terzo Reich.

## Insigniti notabili
- Johann Peter Theodor von Wacquant-Geozelles, generale austriaco delle guerre napoleoniche

## Fonti
- Maximilian Gritzner, Handbuch der Ritter- und Verdienstorden aller Kulturstaaten der Welt innerhalb des XIX. Jahrhunderts. Auf Grund amtlicher und anderer zuverlässiger Quellen zusammengestellt. (Leipzig, 1893)